# 4923-as mellékút (Magyarország)
A 4923-as mellékút egy csaknem 14 kilométeres hosszúságú, négy számjegyű mellékút Szabolcs-Szatmár-Bereg vármegye keleti részén, közvetlenül a román határ mellett; Porcsalmát köti össze két környező kisebb településsel, s végül az országhatár előtt ér véget.

## Nyomvonala
Porcsalma központjának nyugati részén ágazik ki a 49-es főútból, annak a 40+400-as kilométerszelvénye közelében, dél-délnyugat felé, Bethlen Gábor utca néven. Alig negyed kilométer után egy közel derékszögű irányváltással keletebbnek fordul, de a települési nevét megőrzi, sőt így tesz akkor is, amikor – nagyjából fél kilométer után – újra visszatér a kiindulási irányához. A déli községrészben viszont már Bem József utca a neve, így is hagyja el a belterület szélét, az 1+750-es kilométerszelvénye közelében. Ugyanott keresztezi a Mátészalka–Csenger-vasútvonal vágányait, majd kicsivel arrébb átlépi Tyukod határát; az itteni Porcsalma-Tyukod vasútállomást kiszolgáló 49 337-es számú mellékút már ott ágazik ki belőle, kelet felé.
A vasút térségét elhagyva az út ipari létesítmények mellett halad el, nagyjából 2,5 kilométer után pedig már ismét lakott helyek között halad, itt is Bem utca néven. Tyukod központjában nyugatnak fordul és az Árpád utca nevet viseli, majd ismét délebbnek fordul, de előtte még kiágazik belőle nyugat felé a 49 139-es számú mellékút, Nagyecsed felé. 6,3 kilométer után lép ki Tyukod belterületéről, nem sokkal ezután pedig egy újabb elágazása következik: ott a 49 142-es számú mellékút ágazik ki belőle a Szalmaváros nevű különálló, külterületi településrészre.
A 8+150-es kilométerszelvényénél szeli át Ura határát, de e község lakott területeit nem érinti: azok között csak a 4924-es út vezet keresztül, amely 9,1 kilométer után ágazik ki belőle keleti irányban. Onnan a 4923-as egy újabb, kisebb iránytöréssel dél-délnyugati irányba fordul, és úgy halad egészen az országhatárt jelző határsorompóig. Ma Románia területén nincs közvetlen folytatása, valaha ez az út Börvely (Berveni) felé vezetett tovább.
Teljes hossza, az országos közutak térképes nyilvántartását szolgáló kira.kozut.hu adatbázisa szerint 13,619 kilométer.

## Története
Igen valószínűnek tűnik, hogy régebben Porcsalmán a maihoz képest egy utcával keletebbre ágazott ki a 49-es főútból, s így kezdeti szakasza a mai Kultúr köz nevű utcán vezetett (kiolvasható ilyen utalás még a forrásként feltüntetett kira.közút.hu térképének jelöléseiről is). Ezt a kézenfekvőbb – hiszen iránytörés nélküli – útvonalváltozatot talán azért válthatta fel a mai, két közel 90 fokos kanyart is magában foglaló verzió, hogy a forgalom kisebb mértékben veszélyeztesse a Kultúr közben működő iskola és más létesítmények működését.
A Kartográfiai Vállalat 1990-ben megjelentetett Magyarország autóatlasza szinte teljes hosszában kiépített, pormentes útként jelöli, leszámítva az urai elágazás és a határ közti szakaszt, amelyet az atlasz csak portalanított útként szerepeltet.

## Települések az út mentén
- Porcsalma
- Tyukod
- Ura